# Курский областной перинатальный центр
Ку́рский областно́й перината́льный центр — лечебно-профилактическое учреждение в Курской области, оказывающее все виды специализированной, высокотехнологичной медицинской стационарной помощи в области акушерства, гинекологии, неонатологии, а также осуществляющее амбулаторную, консультативно-диагностическую и медико-реабилитационную помощь женщинам и новорожденным детям. Официальное название — Областное бюджетное учреждение здравоохранения «Курский областной перинатальный центр», сокращенно — ОБУЗ «КОПЦ». Перинатальный центр расположен в городе Курске по адресу: проспект Вячеслава Клыкова, 100.
В областном перинатальном центре ежегодно принимается порядка 40 % всех родов в Курской области и около 60 % всех преждевременных родов в регионе.

## Здание
Первый символический камень в современное здание областного перинатального центра на проспекте Вячеслава Клыкова был заложен в августе 2008 года. Здание построено менее чем за два года и введено в эксплуатацию в 2011 году по проекту возведения высокотехнологичных медицинских центров в рамках приоритетного национального проекта «Здоровье». Строительство центра осуществлялось ООО «Курсктехнострой». На строительство и оснащение центра было потрачено около 2 миллиардов рублей из федерального и областного бюджетов, что позволило создать одно из самых современных медицинских учреждений в стране. Общая площадь помещений нового здания перинатального центра составляет 30000 м², в нём размещаются центр планирования семьи и акушерские отделения: родовое, послеродовое, патологии беременных, патологии новорожденных.

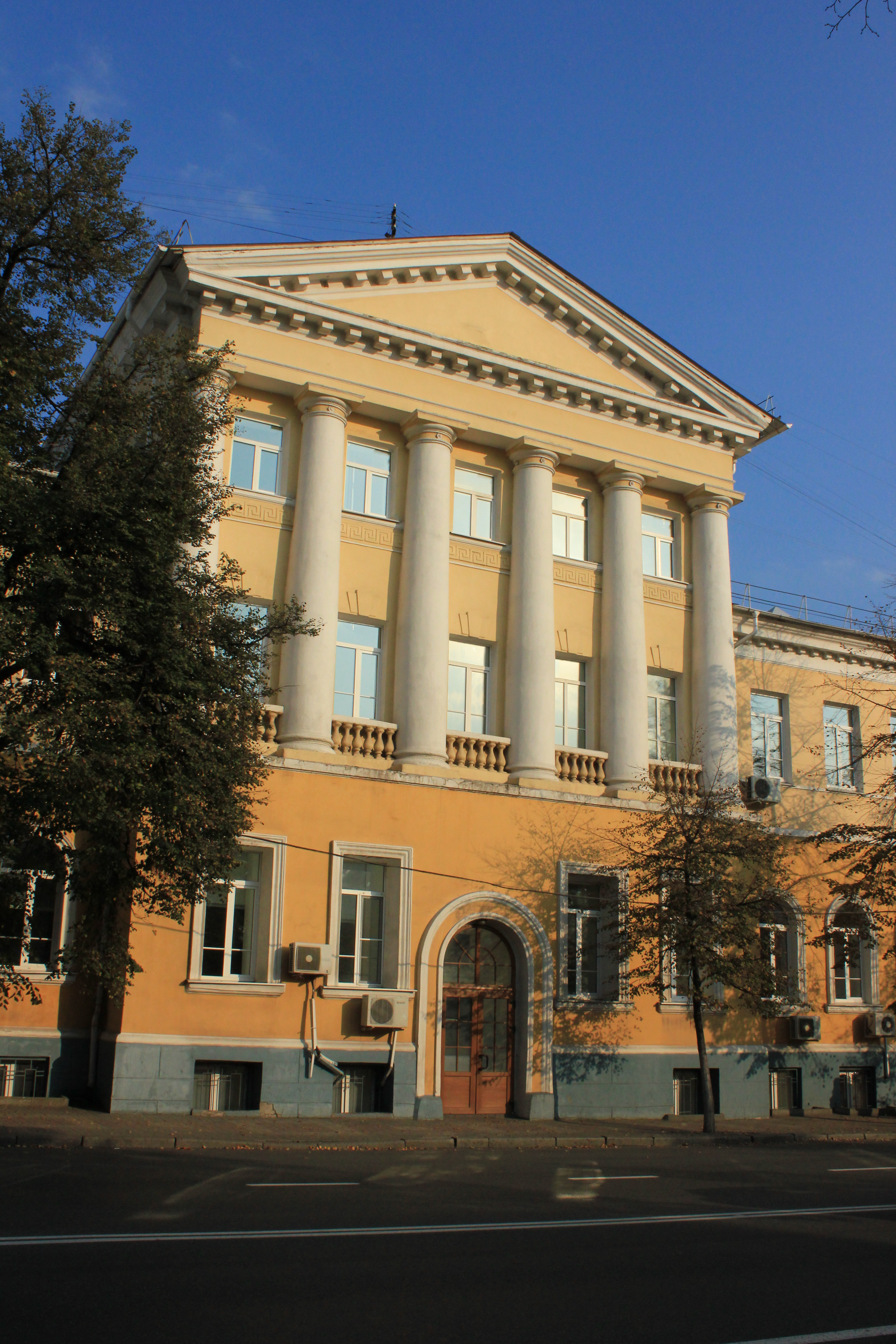
Прежнее здание областного перинатального центра на улице Ленина

С 1952 по 2011 год перинатальный центр размещался в доме № 29 по улице Ленина. В этом здании с 2011 года располагаются отделения консервативной и оперативной гинекологии областного перинатального центра.

## Оснащение
Курский областной перинатальный центр оснащён современным медицинским оборудованием, позволяющим проводить мониторинг состояния матери и плода, наркозно-дыхательной, реанимационной, рентгенологической, ультразвуковой, лапароскопической аппаратурой. Внедрённые высокие технологии дают возможность выхаживать недоношенных детей, в том числе с экстремально низкой массой тела, что имеет существенное значение в связи с переходом Российской Федерации с 2012 года на критерии живорождения детей с массой тела в 500 г.